# Выживаемость летательного аппарата

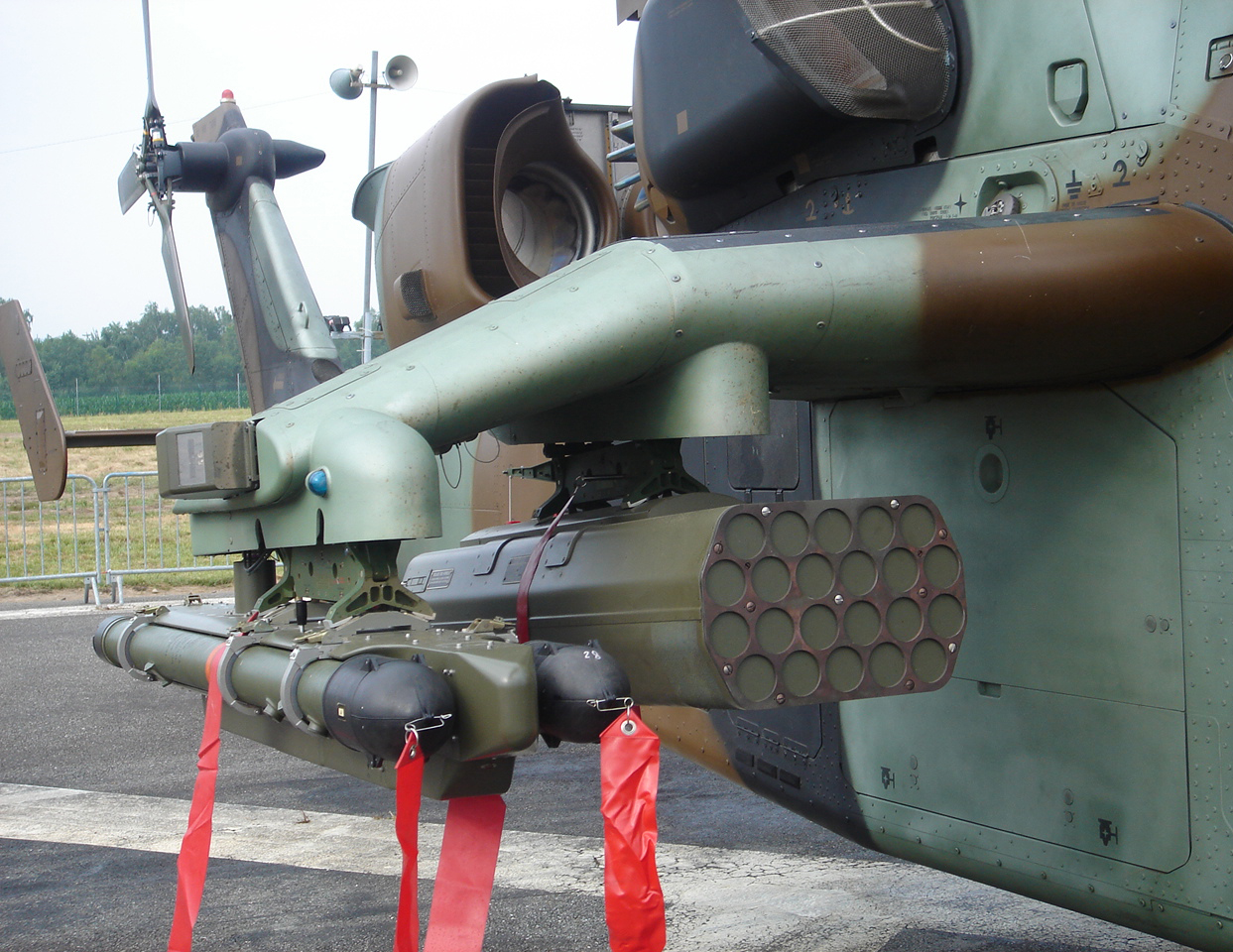
В верхней части снимка посередине — устройство уменьшения теплового контраста выхлопных газов двигателей вертолета Eurocopter Tigre HAP сухопутных войск Франции. Струя отходящих газов смешиваются с атмосферным воздухом и отклоняется вверх.

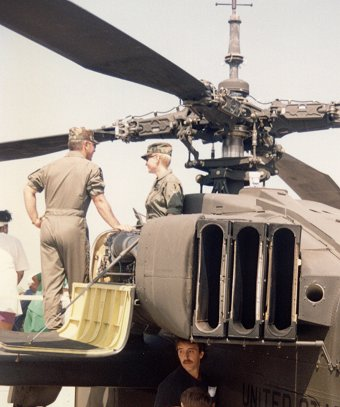
Регламентные работы на двигателе вертолета AH-64. Хорошо различимо щелевое устройство подавления ИК-излучения выхлопных газов.

Выживаемость летательного аппарата — оперативное понятие, используемое при оценке тактики, применяемых способов преодоления противовоздушной обороны (ПВО) противника. Высокий уровень выживаемости достигается скрытностью полёта, манёвренностью, применением эффективных приёмов уклонения.
К факторам, влияющим на выживаемость, относятся: тактика применения летательного аппарата (ЛА), его лётно-технические характеристики (ЛТХ), характеристики боевой живучести ЛА, квалификация и боевой опыт экипажа, заметность ЛА в основных физических полях, в частности в радиолокационной и ИК областях спектра.
В СССР выживаемость в упрощённом виде определялась как вероятность возвращения на базу после выполнения боевого задания в условиях противодействия противника. Характеризуется уровнем потерь — отношением количества сбитых ЛА к общему числу боевых самолёто-вылетов, произведённых за операцию.
В США выживаемость ЛА определяется как способность выполнять поставленную задачу после разового воздействия средства поражения. При этом работа специалистов в области выживаемости часто связана с совершенствованием следующих четырёх элементов системы:
- Заметности — неспособности избегать визуального, акустического или радиолокационного обнаружения.
- Восприимчивости — неспособности избегать, либо уклоняться от действия средств поражения.
- Уязвимости — как неспособности выдерживать поражение.
- Восстанавливаемости — связанной с учётом длительного влияния различных факторов после воздействия, контроль повреждений, пожаробезопасность, восстановление функциональных способностей, или (в крайних случаях) аварийное покидание ЛА.

В нормативном документе Министерства обороны США MIL-HDBK-2089 «Military Handbook Aircraft Survivability Terms» (30 May 1997) выживаемость определяется как «способность ЛА совершать уклонение или выдерживать воздействие средств противодействия противника без ухудшения способности летательного аппарата выполнять поставленную боевую задачу».
Соответственно высокий уровень выживаемости обеспечивается «использованием любых тактических приёмов, способов и методов, а также специализированного оборудования, или их возможных сочетаний, позволяющих повысить вероятность выживания ЛА при эксплуатации в условиях противодействия противника».
Так высокая боевая живучесть советского самолёта-штурмовика Су-25 и рациональная тактика его применения в Афганистане обусловили малый уровень боевых потерь этой машины, и соответственно, высокую выживаемость штурмовика. За годы афганской войны было потеряно 23 самолёта Су-25 при 60 тыс. совершенных боевых вылетов при уровне потерь 0,038 процента. 

### Обеспечение высокой выживаемости ЛА на стадии его проектирования
Так определяющими принципами при проектировании (ФРГ и Францией) разведывательно-ударного вертолёта Tiger являлись следующие:
- Снижение заметности («Do not be seen by the enemy»). Тонкий фюзеляж (ширина кабины 1 м) выполнен из полимерных композиционных материалов (ПКМ), прозрачных для высокочастотного излучения РЛС.
- Возможность использования тактических приёмов уклонения при обнаружении радиолокационными, ИК- и акустическими средствами противника («If seen, do not be hit»). С этой целью вертолёт оснащается различными датчиками и устройствами обнаружения излучений средств ПВО противника. Должны быть реализованы высокие характеристики манёвренности, необходимые для обеспечения энергичного манёвра уклонения, способность конструкции выдерживать перегрузки от +3,5 до −0,5.
- Способность продолжать полёт при огневом противодействии противника («If hit, survive and stay in the air»). Продолжение полёта при одиночном поражении конструкции 23-мм ОФЗ снарядом. Комплекс мер обеспечения боевой живучести, включающий установку бронеперегородки между двигателями, стойкий к боевым повреждениям трубчатый приводной вал рулевого винта диаметром 130 мм из ПКМ. Боковые сдвижные бронещитки оператора и пилота, протектированные взрывобезопасные и пожаробезопасные топливные баки.

## Сравнительные уровни боевых потерь авиации
Уровень потерь истребителей-бомбардировщиков ВВС США и Израиля в локальных войнах 1960—1970-х годов составлял 2%, и был значительно выше соответствующего показателя потерь американских ВВС во Второй мировой войне, составлявшего 0,9%, и американской военной авиации в Корее, составлявшего 0,17%. У вертолётов Армии США во Вьетнаме уровень потерь составлял 0,006% (1 потеря на 18 тыс. вылетов), что является уникальным для боевых летательных аппаратов в условиях интенсивных боевых действий. На пике войны американские вертолёты совершали несколько тысяч вылетов в сутки, и львиная доля боевых вылетов приходилась на UH-1. Всего за время войны в боевых действиях участвовали в общей сложности 7013 вертолётов UH-1. Из этого количества 3305 машин были повреждены или уничтожены. Число погибших пилотов UH-1 составило 1074, в числе убитых также 1103 других членов экипажа.
В ходе операции «Буря в пустыне» (1991) уровень потерь авиации Многонациональных сил составил 0,1%.
Очень высокий уровень потерь (52 %) был зафиксирован в истребительно-бомбардировочной авиации ВВС Сирии во время Ливанской войны 1982 года — в 40 вылетах она лишилась 21 самолёта МиГ-23БН и Су-22.